# Eva-Maria Lerchenberg-Thöny
Eva-Maria Lerchenberg-Thöny (* 1957 in Innsbruck) ist eine in Deutschland lebende, österreichische Choreographin, Autorin, Regisseurin und Filmemacherin.

## Leben und Ausbildung
Lerchenberg-Thöny absolvierte ihre Tanzausbildung an der Hochschule für Musik und Darstellende Kunst in Wien. Als die Tanzpädagogin Edith Frandsen die Wiener Musikhochschule verließ, wechselte Lerchenberg-Thöny an die Hochschule für Musik und Darstellende Kunst in München Heinz-Bosl-Stiftung und schloss dort bei Michel de Lutry und Konstanze Vernon ihr Studium mit der Künstlerischen Staatsprüfung (dem Hochschulabschluss) ab.

### Tänzerin und Choreografin
Ihr erstes Engagement führte sie in die Ballettcompagnie der Bayrischen Staatsoper, dem heutigen Bayerischen Staatsballett. Sie tanzte – bald auch solistisch – in Balletten von Choreografen wie John Cranko, George Balanchine, Peter Wright, John Neumeier sowie das nahezu gesamte klassische Repertoire.
Begeistert von der Zusammenarbeit mit zeitgenössischen Choreographen wie Lar Lubovitch, Johann Kresnik oder Jiří Kylián, brach sie ihre Karriere als klassische Tänzerin ab, um sich in London und Paris in den modernen/zeitgenössischen Tanztechniken weiterzubilden.
Zurück in Deutschland, wurde sie Solistin im Tanztheater Kristina Horvath, die am Stadttheater Osnabrück eine der ersten Tanztheatercompagnien im deutschsprachigen Raum leitete. Hier lernte sie auch ihren späteren Ehemann Michael Lerchenberg kennen. Zusammen mit ihrem Mann ging sie zurück nach München. 1984 gebar sie einen Sohn.
Sie entdeckte die damals rege, neue Münchner Tanzszene, um bald selbst als Choreographin, Autorin, Regisseurin und Solistin ihrer eigenen Werke tätig zu werden.

### München
Nach einigen mehrteiligen Abenden zeigte ihre Choreographie von Fräulein Julie nach August Strindberg im Herbst 1986 ihren zukünftigen Weg auf: Die tänzerisch theatrale Umsetzung von literarischen Stoffen – sowie auch der fast immer präsente stark gesellschaftskritische Aspekt. Im Frühjahr 1987 wurde ihr erstes abendfüllendes Stück aufgeführt: Lamento – die Klage der Frauen gegen den Krieg, ein Antikriegsstück aus der Sicht der Frau nach Motiven des Dramatikers Hermann Broch.
Es folgte im Jahr darauf ihr Stück einmal leben nach Das Mädchen und der Zigeuner von D. H. Lawrence. Die Hauptrolle des Zigeuners an ihrer Seite hatte Dinko Bogdanic.
Für ihre Choreographie Geschlossene Gesellschaft nach Jean-Paul Sartre, wieder mit Dinko Bogdanic und der Staatsopernsolistin Rosina Kovacs und ihr selbst in der Rolle der „Ines“, erhielt sie den Kunstförderpreis der Stadt München in der Sparte Tanz. Beim Internationalen Theaterfestival in Kairo vertrat sie mit Geschlossene Gesellschaft Deutschland und gewann damit den „Preis der Internationalen Jury“, sowie den „Großen Preis der Internationalen Kritik“ und den „Preis für die beste theatrale Umsetzung“. Ferner war Geschlossene Gesellschaft 1990 beim deutschen Evangelischen Kirchentag zu sehen, Gastspielreisen führten sie und ihre Truppe durch Deutschland, Österreich und Italien, und auf Einladung des Goethe-Instituts zum Internationalen Theaterfestival nach Tunesien. Als im Herbst 1990 die Städte München und Kiew ihre neue Freundschaft mit einer Kulturwoche in Kiew begründeten, vertrat Lerchenberg-Thöny mit Geschlossene Gesellschaft die Münchner Tanzszene in Kiew. Zum ersten Mal nach dem Fall des Ostblocks war damals in der Ukraine ein Stück von Jean-Paul Sartre zu sehen und eine moderne Tanzsprache zu erleben. Im Folgejahr choreographierte sie die Orestie nach Aischylos mit der Musik von Peter Michael Hamel und ihr selbst in der Rolle der Klytaimnestra.

## Chefchoreografin und Tanztheaterdirektorin
Seit 1986 gastierte Lerchenberg-Thöny mit ihren Choreographien auch in ihrer Heimatstadt Innsbruck. Sie überzeugte mit dem Gastspiel „Orestie“ den Schweizer Dominique Mentha, ab 1992 neuer Intendant am Tiroler Landestheater Innsbruck, sodass er sie als Direktorin eines neu zu gründenden Tanztheaters installierte. Erstmals in Österreich wurde damit modernes Tanztheater fest an ein Haus gebunden.
Als Tanztheaterdirektorin und Chefchoreografin am Tiroler Landestheater setzte sie nach einer Sylphides-Produktion, in der sie dieses romantische Ballett in ein zeitgenössisches Tanztheater Humoreske auflöste, ihre Auseinandersetzung mit literarischen Stoffen fort. So entstanden u. a. die Stücke Der Weibsteufel nach Karl Schönherr mit der Musik von Werner Pirchner, Der Idiot nach Dostojewski oder Bluthochzeit und Yerma nach Federico García Lorca.
Kritiker sprachen damals von einer Innsbrucker Dramaturgie, hatte sie sich doch in ihrer Stückauswahl sehr mit österreichischen Themen, Autoren und Komponisten beschäftigt.
Doch blieb auch der gesellschaftskritische Aspekt immer ihr Anliegen. Mit Rosa Winter zur Musik des Tiroler Komponisten Bert Breit choreografierte und inszenierte sie nach einer wahren Begebenheit die Geschichte einer im Nationalsozialismus bis zum heutigen Tag verfolgten Sinti. Die Tanztheaterproduktion wurde vom ORF aufgezeichnet und im ORF und 3sat ausgestrahlt, auch in Wien überzeugte die Compagnie mit dieser Choreografie anlässlich des Minderheitenjahres „Roma – Mythos und Wirklichkeit“. Mit der Wiederaufnahme ihres Münchner Antikriegsstücks Lamento kam es 1993 mit der jungen Tanztheatercompagnie des Tiroler Landestheaters zu einem Gastspiel in Moskau und Nowgorod. Mit ihrem vom Publikum gestürmten Psycho-Stuhlkreis-Tanztheater „And I love you so?“ setzte sie einen humorvollen Schluss- und Höhepunkt ihrer Tiroler Tanztheaterdirektion.
In ihrer Zeit als Tanztheaterdirektorin in Innsbruck war Lerchenberg-Thöny als Mitglied des Bühnenbeirates des Bundesministeriums für Kunst und Kultur für die Sparte Theater und Tanz zuständig. Auch gründete und leitete sie den Tanzsommer Innsbruck. Im Sommer 1995 ging sie auf eigenen Wunsch mit ihrer Familie wieder nach München zurück.

### Städtische Bühnen Augsburg
Im Sommer 1997 ging sie als Tanztheaterdirektorin an die Städtischen Bühnen Augsburg, wo unter anderem ihre Medea zur Musik von G. Kancheli uraufgeführt wurde. Ihre dortige Produktion And I love you so wurde 1998 mit dem Publikumspreis der Bayerischen Theatertage in Würzburg ausgezeichnet. Der Soloabend Callas Maria wurde von der Abendzeitung München mit dem Stern der Woche ausgezeichnet. Mit ihrem Soloabend Callas hatte sie zuvor beim Internationalen Theaterfestival in Tunesien Premiere und gastierte damit auf Einladung des Goethe-Instituts auch in Kairo, Belem und bei den Bayrischen Theatertagen in Krakau. Anschließend unterbrach sie ihre Theaterarbeit, um nach einer journalistischen Weiterbildung als Autorin, Journalistin und Filmemacherin zu arbeiten.

### International
Eva-Maria Lerchenberg-Thöny arbeitete immer wieder auch als freie Choreografin und als Regisseurin u. a. in Deutschland, Österreich, Brasilien, Ägypten, Tunesien (vielfach in Zusammenarbeit mit dem Goethe-Institut). Auf mehrfache Einladung Ägyptens, der Österreichischen Botschaft, der EU und vor allem wieder des Goethe-Instituts brachte sie an der Experimentierbühne der Staatsoper Kairo trotz Schwierigkeiten mit der dortigen Politik mit Teilen des Staatsopernensembles, sowie freien Schauspielern und Tänzern eine von Kritik und Publikum demonstrativ umjubelte Tanztheater- und Schauspielversion von Woyzeck heraus. Weitere Einladungen folgten.
Für ihre erfolgreiche choreographische Arbeit im In- und Ausland wurde Lerchenberg-Thöny 1996 mit dem Kunstförderpreis des Freistaats Bayern in der Sparte Tanz, dem Bayerischen Staatspreis, ausgezeichnet.

### Theaterregie und Choreographie
Ihr Mann Michael Lerchenberg wurde mit der Spielzeit 2004 Intendant der Luisenburg-Festspiele Wunsiedel. Für seinen ersten Festspielsommer schrieb sie eine Freilicht taugliche Theaterfassung von Astrid Lindgrens Ronja Räubertochter. Als die dafür vorgesehene Regisseurin kurzfristig ausfiel, sprang sie ein und inszenierte und choreographierte ihr Stück.
Im Sommer 2005 inszenierte sie für die Luisenburg ihre Stückfassung von Robin Hood.
Intendant Dieter Gackstetter holte sie 2006, nach einem choreografischen Intermezzo in Brasilien, als Gastchoreographin für ihr Tanztheater „Romeo und Julia“ an das Landestheater Coburg.

### Staatstheater Braunschweig
2007 folgte Lerchenberg-Thöny dem Ruf von Generalintendant Wolfgang Gropper als Chefchoreografin und Tanztheaterdirektorin an das Staatstheater Braunschweig. Neben ihrem Stück And I love you so, entstanden dort u. a. ihre Tanztheaterproduktionen Don Ouichote, Carmen sowie Macbeth als modernes Politdrama und Jagdszenen, ihre Auseinandersetzung mit dem Mord an einem algerischen Asylbewerber durch Neo-Nazis in der brandenburgischen Guben im Februar 1999. Mit ihrer Braunschweiger Tanztheaterkompagnie gastierte sie 2008 in Peking, Kanton und Shanghai und im Sommer 2009 wurde sie mit „Jagdszenen“ zu einem Festival nach Südafrika eingeladen.
Wie zuvor schon in Innsbruck, gründete Lerchenberg-Thöny auch in Braunschweig ein internationales Festival, die TanzWelten, das alljährlich im Frühjahr während ihrer Braunschweiger Jahre stattfinden sollte. Sie holte zeitgenössische Compagnien, u. a. aus Indien, Togo, Ägypten, Island, Dänemark, Senegal, Österreich und Norwegen, nach Braunschweig und rief im Rahmen des letzten Festivals ihres Wirkens dort alle Staats- und Stadttheatercompagnien zu einer „Langen Nacht des Tanzes“. Während ihrer Braunschweiger Zeit war sie Mitglied der Jury beim internationalen Choreografen-Wettbewerb in Hannover.
Mit Ende der Intendanz Groppers ging sie auf eigenen Wunsch wieder nach München zurück, um erst einmal wieder journalistisch zu arbeiten, jetzt aber auch mit der Filmkamera.

## Autorin, Journalistin, Filmemacherin
Nach einer journalistischen Ausbildung und später Weiterbildung (1999/2000) zur Videojournalistin arbeitete Lerchenberg-Thöny erst in den Redaktionen vom Münchner Merkur dann bei der Süddeutschen Zeitung.
Als freie Journalistin lagen ihr insbesondere soziale Themen, sowie Themen um Kinder und Jugendliche am Herzen. Ihre 2003 unter ihrem Geburtsnamen Eva-Maria Thöny erschienene Kinderbuchreihe Frederico – die U-Bahnmaus gehört bis heute zur Lektüre der österreichischen Grundschulen.
Für die Luisenburg-Festspiele Wunsiedel schrieb sie unter dem Pseudonym Eva Toffol 2004 die Freilichttheaterfassung von Ronja Räubertochter (Verlag für Kindertheater), 2005 folgte einen Neufassung von Robin Hood (Drei Masken Verlag). Ebenfalls für die Luisenburg schrieb sie 2015 Der kleine Wikinger (Drei Masken Verlag) und 2017 das Familienmusical Heidi (Drei Masken Verlag).
Für den Verlag für Kindertheater schrieb sie eine Theaterfassung von Prinz und Bettelknabe
Im Herbst 2013 sendeten ARD und ORF ihre Reportage Starke Frauen der Sinti und Roma.

## Regisseurin
Im Rahmen des Jubiläums Festspielsommers 2015 der Luisenburg-Festspiele in Wunsiedel war sie wieder als Autorin, Regisseurin und Choreographin für das Familienstück Der kleine Wikinger tätig.
Für die Spielzeit 2016 bearbeitete sie ihre Tanztheaterproduktion Bluthochzeit neu und verband zum ersten Mal Schauspiel- und Tanztheaterszenen bzw. fügte tanzende Schauspieler und sprechende Tänzer zu einem homogenen Ensemble. Für die Spielzeit 2017 der Luisenburg-Festspiele schrieb, inszenierte und choreographierte Lerchenberg-Thöny das Familienmusical Heidi mit Musik von Hans-Jürgen Buchner und dessen Gruppe Haindling.

## Familie
Eva-Maria Lerchenberg-Thöny ist seit 1983 mit Michael Lerchenberg verheiratet. Beide haben zusammen einen Sohn.

## Auszeichnungen und Preise
- Kunstförderungspreis des Freistaates Bayern (Bayer. Staatspreis)[10]
- Förderungspreis der Stadt München für Interpretierende Kunst
- „Großer Preis der Internationalen Jury“ (Jury: Peter Brook, Martin Esslin, Eugene Ionesco)[11]
- „Preis der Internationalen Kritik“ beim Internationalen Festival für Experimentelle Kunst in Kairo[11]
- Der „Stern der Woche“ der Abendzeitung München für ihren Soloabend „Callas Maria“
- Publikumspreis bei den Bayerischen Theatertagen in Würzburg für ihre Augsburger Tanztheaterproduktion „And I love you so…?“

## Publikationen
Eva-Maria Lerchenberg-Thöny veröffentlicht ihre Werke unter dem Namen Eva-Maria Thöny.
- Frederico, die U-Bahnmaus: Die große Reise. Obelisk, Wien 2004, ISBN 978-3-85197-476-8.
- Frederico, die U-Bahnmaus: Die große Reise. Obelisk, Wien 2007, ISBN 978-3-85197-538-3 (Illustrierte Neuauflage).
- Frederico, die U-Bahnmaus: Mimi, Emil und die Gökan-Bande. Obelisk, Wien 2005, ISBN 978-3-85197-487-4.